# Dominik Frieser
Dominik Frieser (Graz, 9 settembre 1993) è un calciatore austriaco, centrocampista o ala del Grazer AK.

## Caratteristiche tecniche
È un esterno destro.

## Carriera
Cresciuto nelle giovanili dell'Hartberg, ha esordito in prima squadra il 2 agosto 2013 in occasione del match pareggiato 2-2 contro l'Horn.